# Conseil du livre
 (juin 2009).
Si vous disposez d'ouvrages ou d'articles de référence ou si vous connaissez des sites web de qualité traitant du thème abordé ici, merci de compléter l'article en donnant les références utiles à sa vérifiabilité et en les liant à la section « Notes et références ».
Le conseil du livre est une instance de consultation française créée en 2008, auprès du ministre de la Culture. Il réunit des professionnels et autres personnes intéressées par tout ce qui touche le livre : éditeurs, bibliothécaires, libraires. 
Cette instance de conseil et de concertation a été créée sur les recommandations de la mission « livre 2010 » (proposition 43). Elle n'a plus été convoquée depuis 2011.

## Composition
Le conseil comprend des membres de droit qui représentent les administrations et les associations intéressées :
- le ministre de la Culture et de la Communication ou son représentant, président
- un représentant du ministère chargé de l'éducation nationale
- un représentant du ministère chargé de l'enseignement supérieur et de la recherche
- un représentant du ministère chargé des affaires étrangères
- le président du Centre national du livre
- le président de la Bibliothèque nationale de France
- le directeur de la Bibliothèque publique d'information
- le doyen de l'Inspection générale des bibliothèques
- le président de la Société des gens de lettres
- le président du Syndicat national de l'édition
- le président du Syndicat de la librairie française
- le président de l'Association des bibliothécaires de France

Il comprend treize membres nommés pour leurs compétences, dont deux parlementaires, nommés par arrêté du ministre chargé de la culture.
Son vice-président est le directeur responsable du service du Livre et de la Lecture.

## Réunions
Le conseil s'est réuni cinq fois, le 2 juillet 2008, le 24 novembre 2008, le 11 mars 2009, le 22 mars 2010 et le 14 décembre 2011

## Groupes de travail
Il a créé cinq groupes de travail :
- sur la loi Lang de 1981 et son devenir, présidé par l'ancien ministre Hervé Gaymard ;
- sur le livre en bibliothèque, présidé par Bruno Racine, le président de la Bibliothèque nationale de France ;
- sur le livre numérique (à partir du rapport Patino), groupe présidé par Marie-Françoise Audouard ;
- sur la promotion du livre français à l'étranger, coprésidé par Marc-André Wagner et Olivier Poivre d'Arvor ;
- sur le livre et la lecture, présidé par Benoît Yvert, écrivain et ancien directeur du livre et de la lecture.